# Charlene McKenna
Charlene McKenna, född 26 mars 1984 i Glaslough, County Monaghan, är en irländsk skådespelare.
McKenna har bland annat medverkat i TV-serierna Raw (2008-2013), Ripper Street (2012-2016) och Clean Sweep från 2023. Hon har även medverkat i filmen A Greyhound of a Girl från 2023.

## Filmografi (i urval)
- 2008-2013: Raw
- 2012-2016: Ripper Street
- 2023: A Greyhound of a Girl
- 2023: Clean Sweep